# Inga laxiflora
Inga laxiflora är en ärtväxtart som först beskrevs av Dc., och fick sitt nu gällande namn av George Bentham. Inga laxiflora ingår i släktet Inga och familjen ärtväxter. Inga underarter finns listade i Catalogue of Life.